# Оррдальсклинт
Оррдальсклинт (швед. Orrdalsklint, фин. Orrdalsklint) — холм на Аланде, высшая точка острова и всего архипелага. Высота 129,1 м над уровнем моря и увеличивается приблизительно на 1 см в год. Расположен на северо-востоке острова, в коммуне Сальтвик.